# Štatenberg
Štatenberg – wieś w Słowenii, w gminie Makole. W 2018 roku liczyła 197 mieszkańców.